# ZG Mobili
El equipo ZG Mobili (código UCI: ROS) fue un equipo ciclista italiano de ciclismo en ruta que compitió de 1991 a 1997.

## Historia
El equipo se fundó el 1991 con la base del antiguo equipo del Malvor-Bottecchia. El 1995 Gianni Savio, dejó el equipo y fue a fundar el Gaseosas Glacial-Selle Italia, y llegaba el patrocinador ruso Roslotto.
El equipo desapareció el 1997 y una parte de la estructura fue a formar el nuevo equipo Ballan.

## Corredor mejor clasificado en las Grandes Vueltas
| Año  | Giro de Italia         | Tour de Francia       | Vuelta a España     |
| ---- | ---------------------- | --------------------- | ------------------- |
| 1978 | 18.º Luciano Loro      | -                     | -                   |
| 1979 | 6.º Mario Beccia       | -                     | -                   |
| 1980 | 6.º Mario Beccia       | -                     | -                   |
| 1981 | 11.º Giuseppe Faraca   | -                     | -                   |
| 1982 | 7.º Mario Beccia       | 33.º Mario Beccia     | -                   |
| 1983 | 4.º Mario Beccia       | -                     | -                   |
| 1984 | 9.º Mario Beccia       | -                     | -                   |
| 1985 | 12.º Mario Beccia      | -                     | -                   |
| 1986 | 7.º Acácio da Silva    | 32.º Primož Čerin     | -                   |
| 1987 | 35.º Gianluca Brugnami | -                     | -                   |
| 1988 | 22.º Silvano Contini   | -                     | -                   |
| 1989 | 2.º Flavio Giupponi    | -                     | 50.º Gianni Faresin |
| 1990 | 44.º Gianni Faresin    | -                     | -                   |
| 1991 | 17.º Gianni Faresin    | -                     | -                   |
| 1992 | 13.º Gianni Faresin    | -                     | -                   |
| 1993 | 20.º Nelson Rodríguez  | 11.º Gianni Faresin   | -                   |
| 1994 | 6.º Nelson Rodríguez   | 16.º Nelson Rodríguez | -                   |
| 1995 | 16.º Nelson Rodríguez  | 54.º Andrea Ferrigato | -                   |
| 1996 | 4.º Piotr Ugriúmov     | 7.º Piotr Ugriúmov    | -                   |
| 1997 | 13.º Paolo Savoldelli  | 72.º Daniele Sgnaolin | -                   |

## Principales resultados

### En las grandes vueltas
- Giro de Italia
  - 7 participaciones (1991, 1992, 1993, 1994, 1995, 1996, 1997))
  - 7 victorias de etapa:
    - 1 el 1991: Gianluca Pierobon
    - 1 el 1993: Massimo Ghirotto
    - 2 el 1994: Massimo Ghirotto, Andrea Ferrigato
    - 1 el 1996: Alexandr Gonchenkov
    - 2 el 1997: Dmitri Konyshev, Mario Manzoni

- Tour de Francia
  - 5 participaciones (1993, 1994, 1995, 1996, 1997)
  - 1 victoria de etapa:
    - 1 el 1994: Nelson Rodríguez

## Otras victorias
- Gran Premio de Zúrich
  -  Andrea Ferrigato  (1996)
- Wincanton Classic
  -  Andrea Ferrigato  (1996)
- Tour de Polonia
  -  Viacheslav Dzhavanián  (1996)
- Gran Premio de Plouay
  -  Andrea Ferrigato (1997)

## Clasificaciones UCI
| Temporada | Clasificación por equipos | Mejor ciclista en la clasificación individual |
| --------- | ------------------------- | --------------------------------------------- |
| 1995      | 18.º                      | Stefano Colagè (29.º)                         |
| 1996      | 7.º                       | Andrea Ferrigato (22.º)                       |
| 1997      | 17.º                      | Alexandr Gonchenkov (27.º)                    |